# Rua Estados Unidos
A Rua Estados Unidos é o logradouro que divide os bairros do Jardim Paulista e  Jardim América na cidade de São Paulo.
Constitui um dos limites da região dos Jardins, caracterizada pelo seu comércio de luxo e por residências de alto padrão econômico.
Foi aberta em 1913, como parte de um loteamento chamado Villa America (o atual Jardim América) realizado pela empresa City of S. Paulo Improvements and Freehold Land Co. Ltda. No ano seguinte a planta do loteamento, composta por 18 ruas e uma praça, foi aprovada pela prefeitura municipal; uma destas ruas, a "Rua A", foi denominada como "Rua Estados Unidos" pelo mesmo ato. Inicialmente apenas uma rua local, foi ampliada posteriormente até chegar às proximidades da Avenida Brigadeiro Luiz Antonio e da Avenida Rebouças.